# 原臺灣教育會館
原臺灣教育會館，是位於臺灣臺北市中正區南海學園的展覽館，為井手薰設計，自1930年代到2000年代初為臺灣藝術重要的展覽場所，今為臺北市市定古蹟，並由二二八事件紀念基金會管理作二二八國家紀念館。

## 建築
臺灣教育會館為時任臺灣總督府營繕課長的井手薰設計，坐西北朝東南，平面呈L形，轉角入口前有單開間門廊。建築共三層，一樓為辦公區、集會區，二樓設有挑高三米展覽廳。其空間配置凸顯井手薰慣用、以「退縮而建」的手法處理南海路與泉州街的轉角，兩翼建物則採對稱設計。入口兩層，下作玄關，上為休息室，頂為露台，其後及兩翼樓高均三層。林衡道說明，該館和同一時期完工的建築臺北郵局、司法大廈，都屬「國防色系」，時因九一八事變，戰爭使日本在臺灣興建大型建物時都採灰暗色調，以免空襲目標明顯。窗框應和著建築物最初教育功能，雕刻成貓頭鷹造型。
臺灣教育會館風格與同樣是井手薰作品的臺北公會堂非常類似，鋼筋混凝土構造的磚砌壁體，部分用洗石子之幾何紋樣搭配，頗具擺脫復古的現代形式。三層外牆貼有北投窯業會設生產的溝紋丁掛面磚，以簡易幾何面磚與局部窗框雕飾建代替羅馬柱列與水泥壁飾，因1930年前後，日本建築師受到歐洲現代主義建築影響、鋼筋混凝土等新建材出現，建築風格逐漸捨棄過往華麗的裝飾列柱，轉向強調理性、有秩序設計，開始簡潔明朗的立面建築風格，然而卻不完全屏除古典外衣，在混凝土外牆仍貼上面磚，模仿過往磚造建築。

## 營運

### 臺灣教育會舘

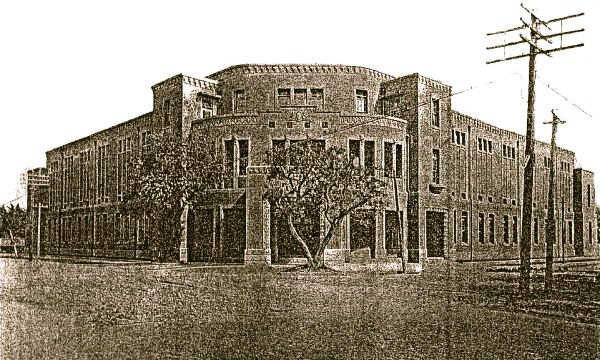
臺灣教育會館為1931年完工。

會館最初係當時日治時期官方性質濃厚的臺灣教育會，做為辦理教育推廣及成果展示之場所，並供定時集會及教育課題研究之用。日治時展覽廳常舉辦美術展，使用的十餘年間，包括官辦府展、台展等共開了十次美展，陳澄波等均曾參展，成為當時臺灣美術界重要展示場地。如臺陽美術協會自1935年5月在教育會館舉辦首次展覽後，在同地舉行連續五屆，直到第六屆才移至臺北公會堂。黃土水入選日本第三回帝展的女體雕刻作品《甘露水》曾是會館的藝術標記，陳列在一樓的樓梯旁。顏水龍、李石樵等日治時期畫家回顧早年藝術生涯時，都不時提到參加臺灣教育會館和臺灣公會堂群展前的惶恐心情。

### 臺灣省參議會
日本戰敗投降後，會館由臺灣省行政長官公署所組織的台灣省學產管理委員會接收，初由行政長官公署教育處借用，隨後於1946年改由臺灣省參議會使用。1952年8月25日，經由省教育會向財政部次長陳漢平、省主席吳國楨、省臨時議會請願，產權重回該會。
館內的雕塑《甘露水》因當時民風保守，作品屢遭省級民意代表攻擊，認為有礙觀瞻。省議員徐灶生的孫女徐宇瓊表示《甘露水》女陰部位還被潑了一攤黑墨水。1958年4月21日，臨時省議會結束現址公務，南遷霧峰。在交接給美國新聞處使用時，《甘露水》被丟棄在大門外雜物堆中，由《新生報》記者藍運登發現，交由徐灶生的二女婿張鴻標收藏。

### 美國新聞處
1958年12月2日，台北美國新聞處入駐，裡面的林肯中心亦同時開放，梅貽琦應邀致詞，胡適、蔣夢麟、張道藩前往道賀，請來陳惠珠、方珠等明星表演。記者陳長華評語，二十世紀中葉，臺灣接受美援時，也從美國新聞處開設的林肯中心，得到文化上的支持。
美國新聞處在一樓設廣播電影與錄音室、二樓設圖書館。戒嚴時期，臺灣資訊流通常嚴格管制，該處成為臺灣人接觸國外事務、英文書刊雜誌的場所，尤其鄰近的建國中學、北一女中等學生更經常在此徘徊進出。台北美國新聞處還曾邀請北一女學生至美國交流。陽明醫院院長王泰隆回憶，1960年至1963年他就讀建國中學時，這裡成為同學們課後最重要的活動場所之一，豐富的原文藏書及快速流通的資訊，對當時建中學生成長的確影響很大，不光只是對學英文有幫助，也開啟同學們對現代科技及民主政治的知識之窗，許多人放學後到裡頭看書、借書，包括美國漫畫，還可看電影、參觀展覽、聽音樂會、查閱留美升學資料等，阿姆斯壯登陸月球、甘迺迪選美國總統時，都吸引許多建中學生到該處看電視轉播。廖未林於1960年代在此替第七艦隊海軍通訊中心情報機構繪製空投漫畫，也可以《民族畫報》、《中國解放軍畫報》作為設計參考。 1968年，藝術家劉作泥受陽明山管理局局長潘其武吩咐，要在陽明山國家公園設計一座由花朵構成的時鐘，苦思不得後聽從外國人建議，來此兩天翻遍相關雜誌，最後看到《國家地理雜誌》，才找到設計靈感。邵玉銘自在此讀過《國家地理雜誌》後，成為他最愛的雜誌，1969年就開始訂閱。
曾在此任職的周奇勳指出，美國上司關心臺灣藝術的發展，希望為臺灣藝術工作者，提供一塊自由創作和發展園地，遂開設林肯中心，像廖繼春、席德進等藝術家，都曾應美國國務院邀請訪美，回到臺灣後在館內的林肯中心舉行展覽，創作風格因此受西風影響。不僅當年多位美國重要表演藝術家如現代舞大師瑪莎·葛蘭姆等都曾在這裡示範演講，臺灣本地藝術創者亦往往透過美國文化中心的展覽而成名。周奇勳回憶，原先美國主管機構是要推廣美國文化，而非臺灣本土藝術，但他們要據理力爭，才保存這塊藝廊，設有畫展評審會，拔選大膽創新、風格獨特的畫家，顧獻樑、廖繼春、席德進都曾是評審委員。
1970年代末的臺灣，前衛美術能被接納展覽的地方也只僅林肯中心。藉由工作人員周奇勳、洪宏齡、吳毓奇的爭取，一些被飽受商業畫廊拒絕的前衛畫家，得以這重拾創作的尊嚴，其中最受矚目的是1976年和《藝術家》雜誌社合辦的洪通畫展。當時報導，林肯中心一早的排隊人潮就從南海路繞到重慶南路三段。該年代，林肯中心接受洪通的作品，帶給藝術界激烈論戰，間接引發鼓勵非畫家或樸素藝術創作者。

### 美國文化中心
美國對中華民國斷交後，易名為美國在台協會文化中心的美國新聞處，保留一樓左側大廳作展覽及演講用途。
1981年1月19日，胡金銓籌資自拍、第二度執導拍攝時裝片的文藝喜劇片《終身大事》選此開鏡，拍攝胡慧中開畫展。
1991年3月26日，省議員周滄淵在省議會質詢中指出該幢建築頗具有歷史意義，是否省教育廳會依南海計畫拆除改蓋辦公大樓。省府主席連戰答覆，當年省參議會選擇南海路此幢大樓當議事堂，為他父親連震東擔任參議會祕書長時所決定，他不會拆他父親所選定的議事堂，要求教育廳停止開發計畫，至於原訂的南海計畫可以另外找地實施。
隨著美國文化中心1991年底租約到期，省議員曾建議作為二二八事件紀念館。原先位在松江路九十巷的中華民國童軍總會，因市政府教育局收回租地，暫至此地。美國文化中心遷至復興北路的弘雅大樓二樓及六樓，1992年時月租金高達新台幣二、三百萬元，預算還遭到美國行政管理和預算局刪除。且新辦公室空間不足，無法再像過去般開闢畫廊，其近鄰國立歷史博物館就曾探討過這問題。
1993年1月4日，內政部民政司召開古蹟評鑑會議，決議臺灣教育會館為古蹟。3月22日，美國文化中心得以原屋租回。次年1月7日，重開畫廊。
2002年3月1日，美國文化中心遷移到臺北市東區時，AIT代處長蘇佩秋表示愛好藝術的人士定不會忘記此處締造過的文化軌跡，包括首次在該地舉辦個展的素人洪通、學成歸國在該地示範舞作的林懷民、以及現代舞大師瑪莎·葛蘭姆、摩斯·康寧漢及保羅·泰勒等人的演出。

### 修復期間
教育部委託建築師徐裕健提出修復計畫，2002年11月開始古蹟修復。原定四個月工期完成，最後因營造商與建築師意見不合而拖延。
國家文化藝術基金會曾積極爭取進駐。2004年1月13日由董事長林曼麗指出，國藝會歷來已經費補助新生代從事前衛、實驗藝術創作，若再有一個場域來展出他們的創作，深信會對台灣藝文發展有極其正面的作用。
2005年3月31日，清明節前夕，市長馬英九對二二八罹難者家屬表示盼成立國家級二二八館的心聲，表示贊同並允諾。次年8月3日，二二八事件紀念基金會董事長陳錦煌透露，明年二二八紀念日將在原美國文化中心成立國家級二二八紀念館。2007年2月28日，行政院為二二八國家紀念館掛牌。同日，以此建物為圖案、冠以「二二八國家紀念館」的郵票開賣，一天賣出四十多萬張。2009年6月5日，《二二八事件處理及賠償條例》修正案在立法院通過，讓二二八事件紀念基金會有法源依據可經營臺灣教育會館作二二八國家紀念館。
古蹟修復於2011年1月6日完工。

### 二二八國家紀念館
2011年2月28日，二二八國家紀念館正式開幕，馬英九以總統身分參與。

## 外部連結
- 二二八國家紀念館 - 臺北旅遊網
- 原臺灣教育會館 - 臺灣大百科全書 （页面存档备份，存于）
- 財團法人二二八事件紀念基金會．二二八國家紀念館 （页面存档备份，存于）
- 台北二二八紀念館 （页面存档备份，存于）
- 二二八國家紀念館的Facebook專頁